# Linia 18 metra w Paryżu
Linia 18 metra w Paryżu – linia paryskiego metra budowana w ramach projektu Grand Paris Express. Linia będzie obsługiwała najbliższe przedmieścia stolicy (fr. petit couronnes); żadna z budowanych stacji nie znajdzie się w administracyjnych granicach Paryża. Po ukończeniu linia będzie miała długość 35 km i 10 stacji.
Realizację podzielono na trzy etapy: pierwszy (odcinek od przystanku Massy – Palaiseau do CEA Saint-Aubin) planowo zostanie otwarty w 2026 roku; drugi (odcinek od przystanku Massy – Palaiseau do Aéroport d’Orly) planowo zostanie otwarty w 2027 roku oraz trzeci (odcinek od przystanku CEA Saint-Aubin do Versailles Chantiers) planowo zostanie otwarty w 2030 roku.
Linia będzie obsługiwana pociągami MRV produkcji Alstom. Trzywagonowe składy o szerokości 2,5 m będą w pełni automatyczne.

## Lista stacji

### W budowie
| #  | Nazwa                | Miejscowość           | Otwarcie | Przewidywana liczba pasażerów dziennie | Typ stacji | Głębokość/wysokość | Projektant                                   | Możliwe przesiadki |
| -- | -------------------- | --------------------- | -------- | -------------------------------------- | ---------- | ------------------ | -------------------------------------------- | ------------------ |
| 1  | Versailles Chantiers | Wersal                | 2030     | 35 000                                 | Podziemna  | -25,0 m            | Dietmar Feichtinger Architectes              |                    |
| 2  | Satory               | Wersal                | 2030     | 6 500                                  | Podziemna  | -22,0 m            | Corinne Vezzoni et Associés                  | –                  |
| 3  | Saint-Quentin Est    | Guyancourt            | 2030     | 30 000                                 | Podziemna  | -11,0 m            | Dietmar Feichtinger Architectes              | –                  |
| 4  | CEA Saint-Aubin      | Saclay                | 2026     | 14 000                                 | Wiadukt    | +10,0 m            | Benthem Crouwel Architects; Atelier Novembre | –                  |
| 5  | Orsay – Gif          | Orsay; Gif-sur-Yvette | 2026     | 30 000                                 | Wiadukt    | +10,0 m            | Benthem Crouwel Architects; Atelier Novembre | –                  |
| 6  | Palaiseau            | Palaiseau             | 2026     | 20 000                                 | Wiadukt    | +10,0 m            | Benthem Crouwel Architects; Atelier Novembre | –                  |
| 7  | Massy – Palaiseau    | Massy                 | 2026     | 60 000                                 | Podziemna  | -19,3 m            | Richez Associés                              |                    |
| 8  | Massy Opéra          | Massy                 | 2027     | 18 000                                 | Podziemna  | -20,1 m            | Ateliers 2/3/4/                              | –                  |
| 9  | Antonypole           | Antony                | 2027     | 12 000                                 | Podziemna  | -21,0 m            | Ateliers 2/3/4/                              | –                  |
| 10 | Aéroport d’Orly      | Paray-Vieille-Poste   | 2027     | 95 000                                 | Podziemna  | -21,0 m            | Bernard Baret                                |                    |